# (99248) 2001 KY66
(99248) 2001 KY66 est un astéroïde Apollon et aréocroiseur, classé comme potentiellement dangereux. Il fut découvert par NEAT à l'observatoire Palomar le 29 mai 2001.